# Мост Шаумяна
Мост Шаумя́на — автодорожный железобетонный балочный мост через реку Охту в Красногвардейском районе Санкт-Петербурга.

## Расположение
Расположен в створе проспекта Шаумяна.
Выше по течению находится мост Энергетиков, ниже — мост «Красный Судостроитель».
Ближайшая станция метрополитена — «Новочеркасская».

## Название
Своё название мост получил в 1968 году по наименованию проспекта Шаумяна, названного в честь армянского революционера и политического деятеля С. Г. Шаумяна.

## История
Мост возведён в 1966—1968 годах по проекту инженера «Ленгипроинжпроекта» П. П. Рязанцева и архитектора Л. А. Носкова. Строительство выполнил трест «Ленмостострой».

## Конструкция
Мост трёхпролётный железобетонный, балочно-неразрезной системы. Мост косой в плане, угол составляет 51°. Пролётное строение состоит из железобетонных балок двутаврового сечения с криволинейным очертанием нижнего пояса. По своей конструкции аналогичен мосту Энергетиков и Гутуевскому мосту, но отличается от них наличием противовесов на концевых балках, для которых в устоях предусмотрены колодцы. Устои массивные, из монолитного железобетона, на свайном основании, облицованы гранитом. Промежуточные опоры сборно-монолитные железобетонные на высоком свайном ростверке, облицованы до воды гранитом. У левобережного устоя сооружены лестничные спуски к воде и низкая железобетонная подпорная стенка, облицованная гранитом. Правобережный подход к мосту укреплен высокой железобетонной подпорной стенкой на свайном основании, облицован гранитом. Общая длина моста составляет 72,9 м, ширина моста — 18,9 м.
Мост предназначен для движения автотранспорта и пешеходов. Проезжая часть моста включает в себя 4 полосы для движения автотранспорта. Покрытие проезжей части и тротуаров — асфальтобетон. Тротуары отделены от проезжей части высоким железобетонным парапетом. Перильное ограждение — чугунные решетки художественного литья, завершаются на устоях гранитными тумбами.